# Nampabius carolinensis
Nampabius carolinensis är en mångfotingart som beskrevs av Chamberlin 1913. Nampabius carolinensis ingår i släktet Nampabius och familjen stenkrypare. Inga underarter finns listade i Catalogue of Life.